# ケープ・カナベラル

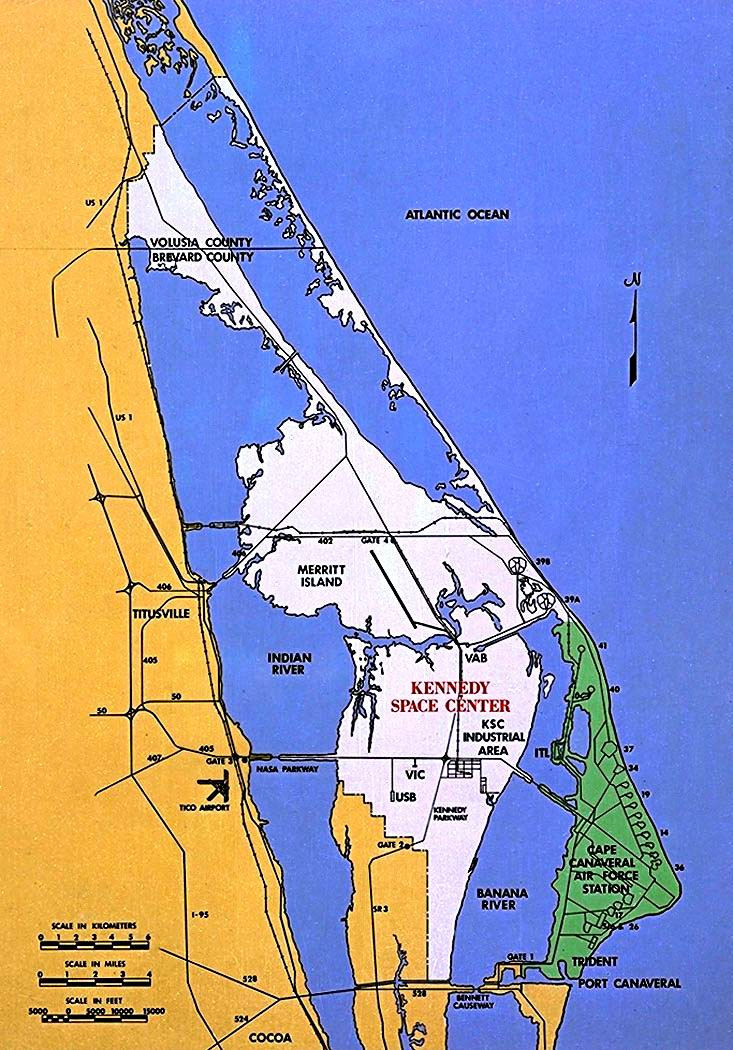
メリット島とケープ・カナベラルの地図。白がKSC、緑がCASS。

ケープ・カナベラル（Cape Canaveral）は、
1. アメリカ合衆国フロリダ州の砂洲
2. 上記1.の砂洲の南に隣接する小都市
3. 上記1.にあるアメリカ東部宇宙ロケットセンターの通称。ケネディ宇宙センターとケープカナベラル宇宙軍施設からなる。

この項目では、主に1.と2.について述べる。
ケープ・カナベラル（Cape Canaveral）は、アメリカ合衆国フロリダ州中央部、ブレバード郡の大西洋上に浮かぶ砂洲。アメリカ航空宇宙局（NASA）のケネディ宇宙センター (KSC) と、同センターに隣接するケープカナベラル宇宙軍施設 (CCAFS) で知られる。ケネディ宇宙センターが位置しているメリット島は、バナナ川（Banana River）を隔てて西側に位置する。
また、ケープ・カナベラル灯台（Cape Canaveral lighthouse）や南に隣接するケープ・カナベラル市のクルーズ観光港、カナベラル港（Port Canaveral）もよく知られている。

## 名称

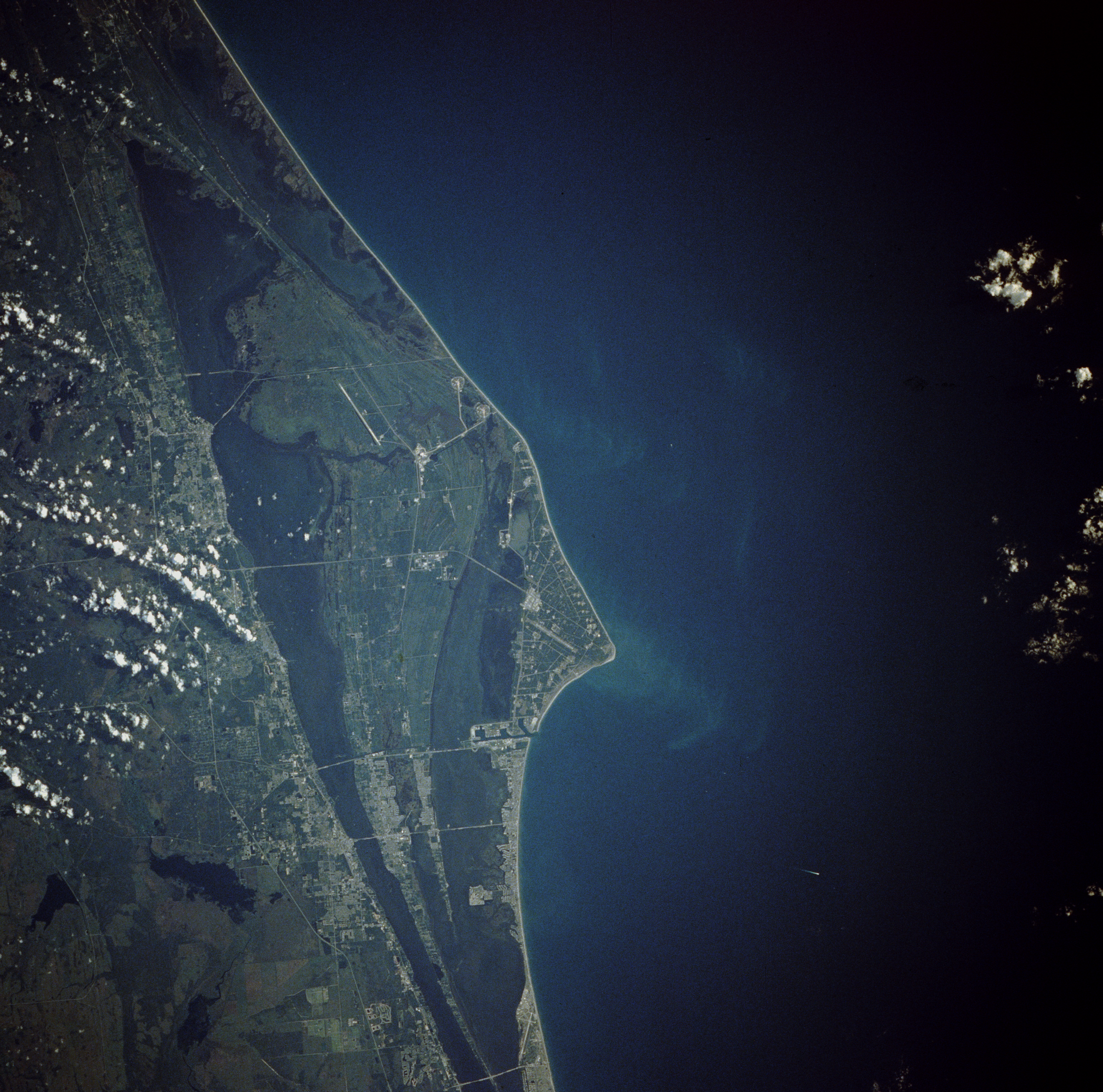
ケープ・カナベラルの衛星写真。1991年8月、NASA撮影

ケープ・カナベラルという名称はスペイン人がこの地に入植した際につけられた。砂洲の名である「カナベラル」は、スペイン語で籐を意味するCañaveralに由来している。
1963年から1973年にかけては、ケープ・カナベラルはケープ・ケネディ (Cape Kennedy) と呼ばれていた。アポロ計画を筆頭とした、この時代の宇宙開発を、米国のトップとして選択したのは、時の大統領であったジョン・F・ケネディであった。例えば、その一番印象的な場面のセリフ「We choose to go to the Moon! ... We choose to go to the Moon in this decade and do the other things, not because they are easy, but because they are hard; ...」（「我々は月に行くことを選択する！　……(略)……、それらが簡単だからではなく、それらが難しいからこそ、そう選択する」）で知られるスピーチなどがある。1963年の暗殺により未亡人となったジャクリーン・ケネディが、後任のリンドン・ジョンソンにケープ・カナベラルに位置するNASAの施設に「ケネディ」の名を冠することを提案した。ジョンソンはそれに応え、施設を「ケネディ宇宙センター」に改称し、さらに砂洲の名称そのものも「ケープ・ケネディ」と改めた。
しかし、このケープ・ケネディという名は地元では広まらなかった。1973年、フロリダ州議会は400年にわたって使用されてきたケープ・カナベラルという名を復活させる法案を成立させた。ケネディ家はこれに対し、州の決定を理解する旨の手紙を出した。その手紙の中でジャクリーン・ケネディは、「もしこのケープ・カナベラルという名が400年もの間使われてきたものであると知っていたならば、この砂洲の名を変えようという提案はしなかった」と述べている。
こうしてケープ・カナベラルの名は復活したが、宇宙センターには「ケネディ」の名が引き続き使用されている。

## ケネディ宇宙センター

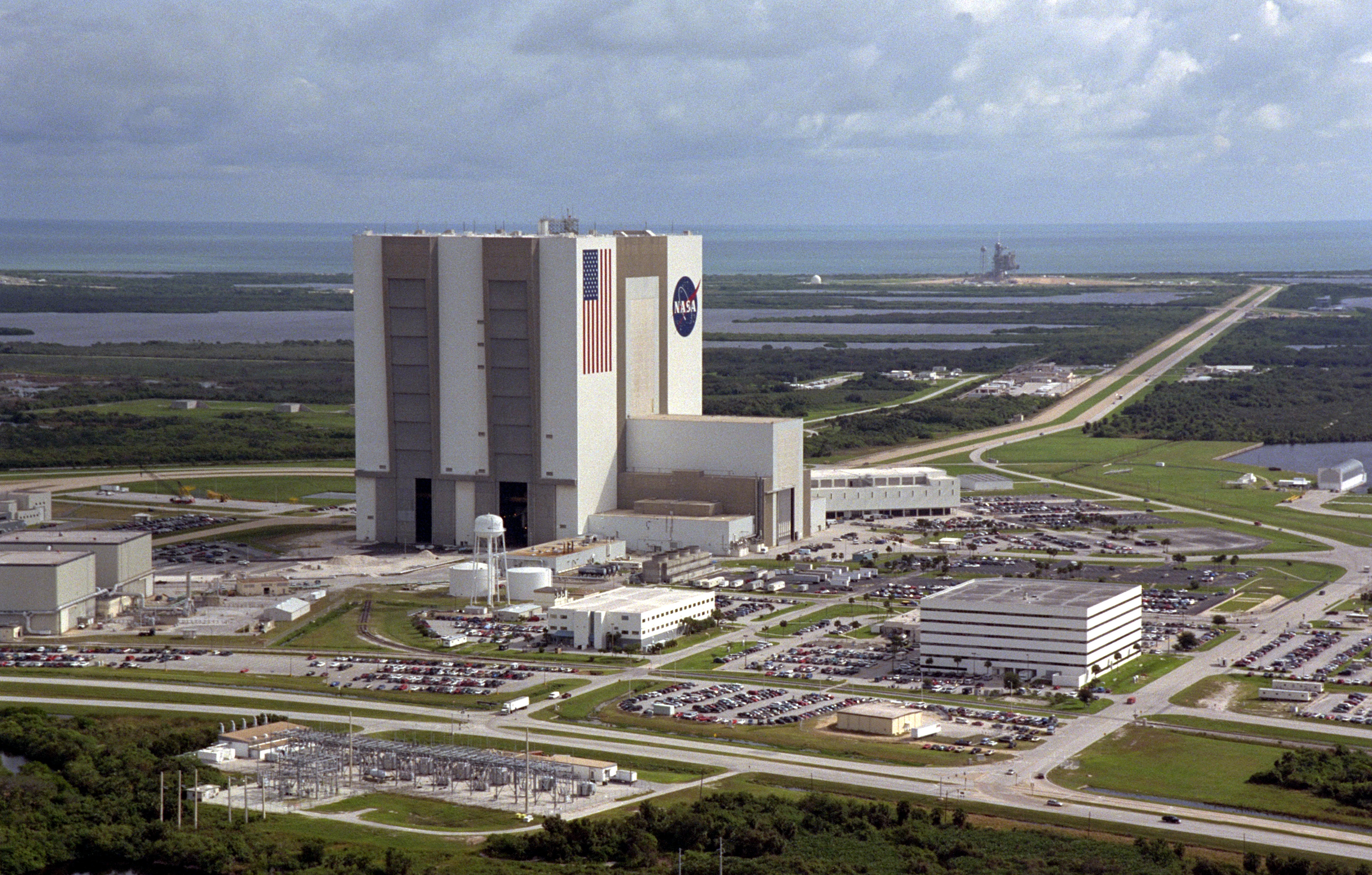
ケネディ宇宙センター

ケネディ宇宙センターは、ケープ・カナベラルの西、バナナ川を隔てたメリット島に位置する宇宙ロケットの発射基地である。もともとは1949年にハリー・S・トルーマン大統領が長距離ミサイルのテスト基地として設置したものであった。1950年7月24日に、ケープ・カナベラルから初めてとなるバンパー8（Bumper 8）というロケットが発射された。ソビエト連邦（当時）がスプートニク1号を成功させた後、アメリカ合衆国海軍もそれに続くように軌道衛星ヴァンガードの打ち上げ実験を行ったが失敗した。1959年2月6日に、タイタンロケットを用いた大陸間弾道ミサイルの実験に初めて成功したのもこの宇宙センターである。アメリカ航空宇宙局による有人飛行のためのロケットは、すべてこの宇宙センターから発射されている。
ケープ・カナベラルは、アメリカ合衆国の中では赤道に近く、高緯度の地域に比べ地球の自転速度をロケットの加速に、より利用できることから発射地に最適であるとして選ばれた。ただ赤道に近いだけであればハワイやプエルトリコ、グアムも考えられるが、本土のほうが物資供給の上で便利であったためフロリダ州の東海岸のほうが適していた。またマイアミ、ジャクソンビル、タンパといった大都市から離れている上、自転速度を利用する際の発射方向である東側は海であるため事故が起きた際でも地上への被害が少なく、その点でもロケットの発射に適した土地である。

## ケープ・カナベラル灯台

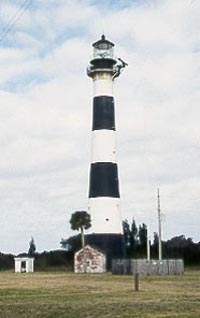
ケープ・カナベラル灯台

ケープ・カナベラル灯台はケープカナベラル宇宙軍施設内にあり、海岸線からは約1.6 km離れている。1848年に最初に建てられた灯台は煉瓦造り、高さ18 mである。船乗りたちから灯台の光が暗すぎるという批判が上がったため、灯台は1860年に建て直されることになった。しかし南北戦争中は建設が中止されたため、完成には8年を要した。1868年に完成した現在の灯台は高さは42 m、光源に15個のランプを有しており、それぞれに21インチ（530mm）の反射鏡がついている。やがて海岸の浸食が進んだため、1894年に灯台は内陸に移された。移設には18ヶ月を要した。2000年には灯台の所有権がアメリカ沿岸警備隊からアメリカ空軍に移った。

## 交通
ケープ・カナベラルを含むフロリダ州中央部の玄関口となる空港はオーランド国際空港である。テーマパークを数多く抱える全米屈指のリゾート地オーランドに位置するこの空港は規模が大きく、全米のみならず南米やヨーロッパ各国からも航空機の便がある。オーランド国際空港からケープ・カナベラルまでは車で所要1時間ほどである。
グレイハウンドのバスターミナルは本土側のココア市（Cocoa）に位置する。マイアミ、オーランド、ジャクソンビルなど州内の主要都市へバスの便がある。

## ケープ・カナベラル市
ケープ・カナベラルの南にはケープ・カナベラル市という小都市が隣接している。ケープ・カナベラル市の人口は2000年の国勢調査で8,829人であった。
ケープ・カナベラル市は観光の町である。カナベラル港（Port Canaveral）は、カリブ海へと向かうクルーズ観光船が停泊する重要な観光港である。世界第2のクルーズ乗船客数を誇る港で、2004年には460万人のクルーズ観光客がカナベラル港を利用した。
また、市の南約6 kmにはビーチリゾートとして知られるココアビーチが位置している。

### 地理

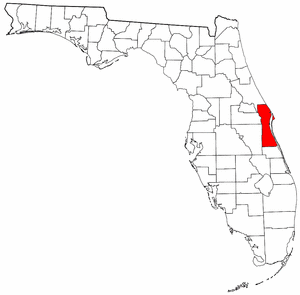
ブレバード郡の位置。ケープ・カナベラル、およびケープ・カナベラル市は郡の北東部、大西洋岸に位置する

ケープ・カナベラル市は北緯28度23分18秒 西経80度36分13秒 / 北緯28.38833度 西経80.60361度（28.388382, -80.603498）に位置している。
アメリカ合衆国統計局によると、ケープ・カナベラル市は総面積6.1 km²（2.3 mi²）である。このうち6.0 km²（2.3 mi²）が陸地で0.1 km²（0.04 mi²）が水域である。総面積の0.85%が水域となっている。
フロリダ州の多くの他地域と同様、ケープ・カナベラル市の気候は温暖な冬と蒸し暑い夏に特徴付けられる。ケッペンの気候区分ではCfa（温暖湿潤気候）に属するが、実際には熱帯に近い、いわゆる亜熱帯である。そのため観光の拠点となり、また、リタイアした高齢者が多く住む町となっている。

### 人口動勢
以下は2000年の国勢調査におけるケープ・カナベラル市の人口統計データである。

#### 基礎データ
- 人口: 8,829人
- 世帯数: 5,066世帯
- 家族数: 2,097家族
- 人口密度: 1,463.0人/km²（3,788.0人/mi²）
- 住居数: 6,641軒
- 住居密度: 1,100.5軒/km²（2,849.3軒/mi²）

#### 人種別人口構成
- 白人: 94.68%
- アフリカン・アメリカン: 1.43%
- ネイティブ・アメリカン: 0.32%
- アジア人: 1.70%
- 太平洋諸島系: 0.06%
- その他の人種: 0.42%
- 混血: 1.40%
- ヒスパニック・ラテン系: 3.48%

#### 年齢別人口構成
- 18歳未満: 11.3%
- 18-24歳: 6.4%
- 25-44歳: 30.4%
- 45-64歳: 28.8%
- 65歳以上: 23.1%
- 年齢の中央値: 46歳
- 性比（女性100人あたり男性の人口）
  - 総人口: 109.1
  - 18歳以上: 107.7

#### 世帯と家族
（対世帯数）
- 18歳未満の子供がいる: 11.9%
- 結婚・同居している夫婦: 30.7%
- 未婚・離婚・死別女性が世帯主: 7.4%
- 非家族世帯: 58.6%
- 単身世帯: 47.1%
- 65歳以上の老人1人暮らし: 13.8%
- 平均構成人数
  - 世帯: 1.74人
  - 家族: 2.41人

#### 収入と家計
- 収入の中央値
  - 世帯: 30,858米ドル
  - 家族: 43,109米ドル
  - 性別
    - 男性: 33,571米ドル
    - 女性: 22,423米ドル
- 人口1人あたり収入: 23,537米ドル
- 貧困線以下
  - 対人口: 11.6%
  - 対家族数: 9.2%
  - 18歳未満: 28.7%
  - 65歳以上: 7.1%